# Широке (Словаччина)
Широке (словац. Široké) — село, громада в окрузі Пряшів, Пряшівський край, Словаччина. Площа громади 25,79 км². Станом на 31 грудня 2016 року в селі проживало 2505 жителів.

## Історія
Перші згадки про село датуються 1320 роком.

## Населення
| Рік:            | 1994. | 2004.   | 2014.   | 2024.   |
| --------------- | ----- | ------- | ------- | ------- |
| Кількість осіб: | 2221  | 2282    | 2461    | 2445    |
| Різниця:        |       | +2,74 % | +7,84 % | -0,65 % |

| Рік:            | 2023. | 2024.   |
| --------------- | ----- | ------- |
| Кількість осіб: | 2443  | 2445    |
| Різниця:        |       | +0,08 % |